# الشیوخ، ادلب
الشیوخ (به عربی: الشیوخ) یک روستا در سوریه است که در ناحیه سلقین واقع شده‌است. الشیوخ ۳۳۱ نفر جمعیت دارد.